# کاروگو
کاروگو (به ایتالیایی: Carugo) یک کومونه در ایتالیا است که در استان کومو واقع شده‌است.

## خصوصیات
کاروگو ۴٫۱ کیلومترمربع مساحت و ۵٬۷۲۹ نفر جمعیت دارد.